# Смена (Псковская область)
Смена — деревня в северной части Порховского района Псковской области. Входит в состав сельского поселения «Дубровенская волость».
Расположена в 54 км (по дорогам) к северу от города Порхов и в 6 км к юго-западу от волостного центра, села Павы.
Численность населения деревни по состоянию на 2020 год составляла 0 жителей.